# Fredericia Byorkester
Fredericia Byorkester er et amatørsymfoniorkester med basis i Fredericia.
Orkestret er dannet i 1979-80 på initiativ af Fredericia Musikforening, og kaldte sig frem til 2000 Fredericia Musikforenings Orkester. Det har haft mindst 2 forgængere. I årene efter 1920 fandtes et større ensemble ved navn Fredericia Filharmoniske Orkester og fra 1946 og ca. 10 år frem et andet orkester ved navn Fredericia Byorkester. Det vides ikke om disse to ensembler har nogen forbindelse til det nuværende byorkester.
Fredericia Byorkester har ca. 30 faste medlemmer som øver i Tøjhuset i Fredericia. Ved koncerter spilles med fuld besætning 50-56 musikere med både professionelle og amatører som assistenter. De dygtigste elever fra musikskolen deltager også i orkestret. Orkesteret spiller to årlige koncerter med professionelle solister, en forårskoncert på Fredericia Teater og en efterårskoncert i Tøjhuset i Fredericia. 
Orkestrets repertoire strækker sig fra klassiske standard-værker af Beethoven, Mozart og Bach til Franz Lehar, filmmusikken til Ringenes Herre og enkelte helt nye værker. Fra 1993-2004 var trompetisten Henrik Rønnow den faste dirigent, og fra 2006 har Anne Cathrine Kielland Lund stået i spidsen.